# Molotov Jukebox

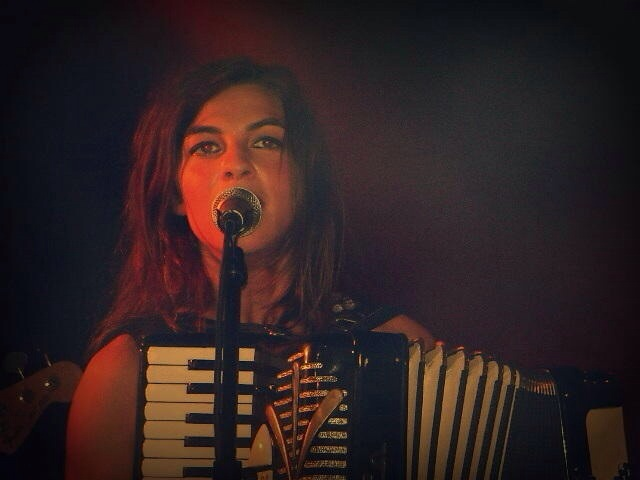
Natalia Tena en concierto.

Molotov Jukebox es un grupo de música londinense de género autodenominado Gypstep formados en 2008 en Londres, Inglaterra. Encabezado por la actriz Natalia Tena, su vocalista y acordeonista. El grupo se formó a partir del amor de Natalia y Sam Apley (violín y vocalista) cuando estaban en otro grupo (Nat Jenkin and the Delmars) y decidieron salirse y formar el suyo propio. Luego se unieron el guitarrista Adam Burke, amigo desde la infancia de Sam; Tom Wilson, bajista; Angus Moncrieff, trompetista y compositor, y Rami Sherrington, batería y percusionista.
Esta animadísima banda tiene ya dos álbumes: Carnival Flower y Tropical Gypsy. De los que sobresalen las canciones "Pineapple Girl" y "Neon Lights" en cuyo videoclip colabora la actriz Oona Chaplin.
Este grupo británico también compone canciones en castellano como "Niña" o con dividiendo las canciones; primero en un idioma y luego en otro, como en el caso de "I need it". Y aunque la cantante sea británica no debemos olvidar que sus padres son españoles y que, por tanto, ella habla con fluidez y sin ningún problema ni acento el español.

## Molotov Jukebox generando el género Gypstep
Género de música dado por el mismo grupo para denominar la mezcla de ritmos funk, dubstep, house, electrónica, latina, soul, pop y reggae.

## Canciones y álbumes
|     | Carnival Flower    | Tropical Gypsy        |
| --- | ------------------ | --------------------- |
| 1.  | Tread Softly       | Pineapple Girl        |
| 2.  | Don't want to know | Just the thrill       |
| 3.  | Neon Lights        | Dancing with the Dead |
| 4.  | Can't find you     | Half way there        |
| 5.  | Punchlines         | I cry                 |
| 6.  | House Fire         | If I knew             |
| 7.  | Sex foot           | Trail of crumbs       |
| 8.  | Niña               | Leave your light on   |
| 9.  | Tropical Badboy    | Outside in            |
| 10. | Trying             | Too late              |
| 11. |                    | Gypsy Funeral         |

Su primer sencillo fue "Laid to rest", lanzado el 15 de noviembre de 2010.

## Enlaces.
- Sitio Oficial